# Bitter:Sweet
Bitter:Sweet est un groupe de trip hop américain créé en 2006.

## Biographie
Le groupe a été créé en 2006. Leurs chansons ont largement été utilisées dans des œuvres culturelles : les films Le diable s'habille en Prada et Duplicity ; les séries Grey's Anatomy, Moonlight, Lipstick Jungle : Les Reines de Manhattan, Smallville et New York, section criminelle ou encore le jeu vidéo Tap Tap Revenge.
Shana Halligan a entamé une carrière solo en 2010.

## Discographie
Albums
- The Mating Game (2006)
- The Remix Game (2007)
- Drama (2008)
- The Break Up (2010 - EP)
- Trilogy (2015)